# Segunda División 2008-2009 (Spagna)
L'edizione 2008-2009 della Segunda División è cominciata il 31 agosto 2008 e si è conclusa il 21 giugno 2009.

## Squadre partecipanti
- Alavés
- Albacete
- Alicante - Neopromossa dalla Segunda División B (N)
- Castellón
- Celta Vigo
- Córdoba
- Eibar
- Elche
- Gimnàstic
- Girona - Neopromossa dalla Segunda División B (N)
- Hércules
- Huesca - Neopromossa dalla Segunda División B (N)
- Las Palmas
- Levante - Retrocessa dalla Primera División (R)
- Rayo Vallecano
- Real Murcia - Retrocessa dalla Primera División (R)
- Real Saragozza - Retrocessa dalla Primera División (R)
- Real Sociedad
- Salamanca UDS
- Siviglia Atlético
- Tenerife
- Xerez

## Classifica
Aggiornata al 21 maggio 2009
|  |     | Classifica 2008-09 | Pt | G  | V  | N  | P  | GF | GS | DR  |
|  | --- | ------------------ | -- | -- | -- | -- | -- | -- | -- | --- |
|  | 1.  | Xerez              | 75 | 37 | 22 | 9  | 6  | 66 | 36 | +30 |
|  | 2.  | Tenerife           | 69 | 37 | 20 | 9  | 8  | 68 | 45 | +23 |
|  | 3.  | Real Saragozza     | 68 | 37 | 19 | 11 | 7  | 65 | 38 | +27 |
|  | 4.  | Hércules           | 67 | 37 | 18 | 13 | 6  | 69 | 38 | +31 |
|  | 5.  | Rayo Vallecano     | 65 | 37 | 17 | 14 | 6  | 48 | 33 | +15 |
|  | 6.  | Real Sociedad      | 60 | 37 | 15 | 15 | 7  | 43 | 30 | +13 |
|  | 7.  | Salamanca UDS      | 59 | 37 | 16 | 11 | 10 | 55 | 38 | +17 |
|  | 8.  | Levante            | 56 | 37 | 16 | 8  | 13 | 52 | 53 | -1  |
|  | 9.  | Castellón          | 53 | 37 | 13 | 14 | 10 | 46 | 39 | +7  |
|  | 10. | Gimnàstic          | 51 | 37 | 12 | 15 | 10 | 55 | 45 | +10 |
|  | 11. | Elche              | 50 | 37 | 12 | 14 | 11 | 49 | 42 | +7  |
|  | 12. | Huesca             | 46 | 37 | 11 | 11 | 13 | 40 | 40 | 0   |
|  | 13. | Las Palmas         | 44 | 37 | 10 | 14 | 13 | 42 | 43 | -1  |
|  | 14. | Albacete           | 44 | 37 | 11 | 11 | 15 | 39 | 47 | -8  |
|  | 15. | Real Murcia        | 44 | 37 | 12 | 8  | 17 | 40 | 52 | -12 |
|  | 16. | Girona             | 42 | 37 | 9  | 15 | 13 | 36 | 46 | -10 |
|  | 17. | Celta Vigo         | 41 | 37 | 9  | 14 | 14 | 39 | 50 | -11 |
|  | 18. | Córdoba            | 41 | 37 | 10 | 11 | 16 | 35 | 48 | -13 |
|  | 19. | Alavés             | 37 | 37 | 9  | 10 | 18 | 37 | 58 | -21 |
|  | 20. | Alicante           | 34 | 37 | 8  | 10 | 19 | 37 | 58 | -24 |
|  | 21. | Eibar              | 30 | 37 | 7  | 9  | 21 | 26 | 52 | -26 |
|  | 22. | Siviglia Atlético  | 16 | 37 | 2  | 10 | 25 | 24 | 77 | -53 |

## Verdetti
- Xerez, Real Saragozza e Tenerife promosse in Liga BBVA.
- Siviglia Atletico, Eibar, Alicante e Alavés retrocesse in Segunda División B.

## Record
- Maggior numero di vittorie:  Xerez (22)
- Minor numero di sconfitte:  Xerez,  Hércules e  Rayo Vallecano (6)
- Miglior attacco:  Hércules (69 gol segnati)
- Miglior difesa:  Real Sociedad (30 gol subiti)
- Miglior differenza reti:  Hércules (+31)
- Maggior numero di pareggi:  Gimnàstic,  Girona e  Real Sociedad (15)
- Minor numero di pareggi:  Levante e  Real Murcia (8)
- Maggior numero di sconfitte:  Siviglia Atlético (25)
- Minor numero di vittorie:  Siviglia Atlético (2)
- Peggior attacco:  Siviglia Atlético (24 gol segnati)
- Peggior difesa:  Siviglia Atlético (77 gol subiti)
- Peggior differenza reti:  Siviglia Atlético (-53)